# غاري بيترسون
غاري بيترسون هو طبال كندي، ولد في 26 مايو 1945 في وينيبيغ في كندا.

## وصلات خارجية
- غاري بيترسون على موقع ميوزك برينز (الإنجليزية)
- غاري بيترسون على موقع أول ميوزيك (الإنجليزية)
- غاري بيترسون على موقع ديسكوغز (الإنجليزية)